# Блу Ривер (Колорадо)
Блу Ривер (енгл. Blue River) град је у америчкој савезној држави Колорадо.

## Демографија
По попису из 2010. године број становника је 849, што је 164 (23,9%) становника више него 2000. године.
| Група             | 2000.       | 2010.       |
| Белци             | 663 (96,8%) | 815 (96,0%) |
| Афроамериканци    | 0 (0,0%)    | 4 (0,5%)    |
| Азијати           | 1 (0,1%)    | 4 (0,5%)    |
| Хиспаноамериканци | 14 (2,0%)   | 24 (2,8%)   |
| Укупно            | 685         | 849         |